# Martin Berg
Pour les articles homonymes, voir Berg.
Martin Berg (4 avril 1905 à Arensberg - 2 avril 1969 à Bahrendorf) est un Generalmajor allemand qui a servi au sein de la Heer dans la Wehrmacht pendant la Seconde Guerre mondiale.
Il a été récipiendaire de la croix de chevalier de la croix de fer. Cette décoration est attribuée pour récompenser un acte d'une extrême bravoure sur le champ de bataille ou un commandement militaire avec succès.

## Biographie
Martin Berg est capturé par les troupes britanniques en mai 1945, puis est remis aux forces américaines. Il reste en captivité jusqu'en 1947.

## Promotions
| Polizei-Wachtmeister     | 1er juillet 1925 |
| Polizei-Oberwachtmeister | 1er janvier 1926 |
| Polizei-Leutnant         | 11 août 1927     |
| Polizei-Oberleutnant     | 18 décembre 1929 |
| Polizei-Hauptmann        | 30 janvier 1935  |
| Oberleutnant             | 1er octobre 1935 |
| Hauptmann                | 15 octobre 1935  |
| Major                    | 1er mars 1941    |
| Oberstleutnant           | 1er mai 1942     |
| Oberst                   | 1er janvier 1943 |
| Generalmajor             | 1er août 1944    |

## Décorations
- Croix de fer (1939)
  - 2e classe (1er octobre 1939)
  - 1re classe (28 juin 1940)
- Insigne des blessés (1939)
  - en noir (19 août 1942)
  - en argent (10 septembre 1943)
- Insigne de combat d'infanterie (8 janvier 1942)
- Médaille du Front de l'Est (13 septembre 1942)
- Insigne de combat rapproché
  - en Bronze (28 octobre 1943)
- Croix allemande en or (21 février 1942)
- Croix de chevalier de la croix de fer
  - Croix de chevalier le 30 décembre 1943 en tant que Oberst et commandant du Grenadier-Regiment 166[1]